# Келлер, Инге
Ингебо́рг Ке́ллер (нем. Ingeborg Keller, или Инге Ке́ллер нем. Inge Keller; 15 декабря 1923, Берлин, Германия — 6 февраля 2017, там же) — немецкая актриса театра, кино и телевидения.

## Биография
Училась в актёрской школе. В 1942 году дебютировала на сцене знаменитого Берлинского Театра на Курфюрстердам. Во время войны была актрисой муниципальных театров Фрайберга и Хемница. В 1945—1950 годах — актриса Берлинского театра Хеббель. В 1950 году переехала в Восточный Берлин. В 1950—2001 годах — актриса Немецкого театра в Берлине. Она участвовала в постановках таких режиссёров, как Петер Штайн, Вольфганг Лангхофф, Михаэль Тальхаймер и других.
В кино дебютировала в 1949 году («Квартет впятером»), снималась, как правило, на киностудии «ДЕФА». С 1955 года — на телевидении.
Была замужем за журналистом Карлом-Эдуардом фон Шницлером.
В 2007 году вышла книга Ханса Диттера Шутта, повествующая о жизни и творчестве актрисы.

## Избранная фильмография

### Актриса
- 1949 — Квартет впятером / Quartett zu fünft — Ирена Габриель
- 1949 — Совет богов / Der Rat der Götter — Эдит Шольц
- 1951 — Опасный рейс / Die letzte Heuer — Харли
- 1951 — / Zugverkehr unregelmäßig — Эллен Цандер
- 1955 — Лисистрата / Lysistrata — Миррина (ТВ)
- 1958 — Лисички / Die kleinen Füchse — Регина Гидденс (ТВ)
- 1959 — Мария Стюарт / Maria Stuart — Мария Стюарт, королева шотландская (ТВ)
- 1960 — Жизнь начинается / Das Leben beginnt — воспитательница в детском саду
- 1961 — Совесть пробуждается / Gewissen in Aufruhr — Ангелика Эберсхаген (мини-сериал)
- 1963 — Тот, кто рядом с тобой / Der Andere neben dir — Луция Маршнер (ТВ)
- 1963 — Сегодня и в час моей смерти / Jetzt und in der Stunde meines Todes — Элла Конради
- 1965 — Медведь / Der Bär — Елена Ивановна Попова (ТВ)
- 1965 — Месяц в деревне / Ein Monat auf dem Lande — Наталья Петровна (ТВ)
- 1965 — Карла / Karla — Schulrätin Janson
- 1966 — Маленький принц / Der kleine Prinz — Змея (ТВ)
- 1967 — Госпожа Венера и её дьявол / Frau Venus und ihr Teufel — Венера
- 1967 — Маленький человек — что же дальше? / Kleiner Mann — was nun? — Миа Пиннеберг (ТВ)
- 1969 — Туманная ночь / Nebelnacht — Матильда Николаи
- 1969 — Молодая женщина 1914 года / Junge Frau von 1914 — Матильда Валь (ТВ)
- 1969 — На пути к Ленину / Unterwegs zu Lenin — фрау фон Рётгер (СССР)
- 1970 — Эффи Брист / Effi Briest — мать Эффи (ТВ)
- 1970 — Каждый умирает в одиночку / Jeder stirbt für sich allein — сестра Марго (мини-сериал)
- 1973 — Кавказский меловой круг / Der kaukasische Kreidekreis — Нателла Абашвили, жена губернатора (ТВ)
- 1973 — Братья Лаутензак / Die Brüder Lautensack — баронесса фон Третноф (мини-сериал)
- 1976 — Кавказский меловой круг / Der kaukasische Kreidekreis — Нателла Абашвили (ТВ)
- 1976 — Как важно быть серьёзным / Keine Hochzeit ohne Ernst — леди Брэкнелл (ТВ)
- 1977 — Любовь и королева / Die Liebe und die Königin — Мария Тюдор (ТВ)
- 1977 — Счастливый конец / Happy End — фрау Окслет (ТВ)
- 1980 — Невеста (в советском прокате «Дом с тяжёлыми воротами») / Die Verlobte — Ирена
- 1983 — Женщины-врачи / Ärztinnen — доктор Лидия Коваленко
- 1986 — / Weihnachtsgeschichten — Сибилла Вендиш-Биттерфельд (ТВ)
- 1990 — / Der kleine Herr Friedemann — консульша Фридеман (ТВ)
- 1990 — Мария Груббе / Marie Grubbe — Rigitze Grubbe (ТВ)
- 1998 — Эйми и Ягуар / Aimée & Jaguar — Лилли Вуст (1997)
- 1999 — Лола и Билидикид / Lola + Bilidikid — Уте
- 2000 — 2012 — Донна Леон / Donna Leon — синьора Якобс (сериал)
- 2003 — / Alles Samba — фрау фон Ленгсдорф (ТВ)
- 2004 — Поручение / Der Auftrag — Erste Liebe
- 2010 — Любовь втроём / 3 — Шекспир
- 2012 — Няня / Das Kindermädchen — Ирена Церников (ТВ)

## Награды
- 1961 — Национальная премия ГДР
- 1977 — Национальная премия ГДР
- 1984 — премия 3-го Национального фестиваля фильмов ГДР («Женщины-врачи»)
- 1999 — премия Золотой апельсин на кинофестивале в Антальи («Лола + Биллидикид»)
- 2006 — орден За заслуги города Берлина